# 文昌镇 (梓潼县)
文昌镇，是中华人民共和国四川省绵阳市梓潼县下辖的一个乡镇级行政单位。2019年12月，撤销马鸣镇、建兴乡和豢龙乡，将原马鸣镇和原建兴乡新桥村、建立村、建新村、柏林村、油泉村及原豢龙乡红江村、排柏村、青杠村所属行政区域划归文昌镇管辖，文昌镇人民政府驻宾晖大道311号。

## 行政区划
文昌镇下辖以下地区：
翠云社区、崇文社区、紫阳社区、潼江社区、龙口村、连枝村、西坝村、西河村、先锋村、文丰村、沙河村、青岭村、城郊村、东风村、长岭村、七曲村、青龙村、小河村、民胜村、三星村、柏垭村、三清村、云盘村、莲花村、松林村和铜鼓村。